# Podrownoje
Podrownoje (russisch Подровное) ist ein Dorf (derewnja) in der Oblast Kursk in Russland. Es gehört zum Rajon Chomutowka und zur Landgemeinde (selskoje posselenije) Glamasdinski selsowjet.

## Geographie
Der Ort liegt gut 99 km Luftlinie nordwestlich des Oblastverwaltungszentrums Kursk im südwestlichen Teil der Mittelrussischen Platte, 17 km südöstlich des Rajonverwaltungszentrums Chomutowka, 11 km vom Sitz des Dorfsowjet – Glamasdino, 25 km von der Grenze zwischen Russland und der Ukraine, im Becken der Suchaja Amonka (Nebenfluss des Seim).

### Klima
Das Klima im Ort ist wie im Rest des Rajons kalt und gemäßigt. Es gibt während des Jahres eine erhebliche Niederschlagsmenge. Dfb lautet die Klassifikation des Klimas nach Köppen und Geiger.

## Bevölkerungsentwicklung
| Jahr | Einwohner |
| ---- | --------- |
| 2002 | 3         |
| 2010 | 0         |

Anmerkung: Volkszählungsdaten

## Verkehr
Podrownoje liegt 21,5 km von der Fernstraße föderaler Bedeutung M3 Ukraina (Moskau – Kaluga – Brjansk – Grenze zur Ukraine), 18 km von der Straße A 142 (Trosna – M3 Ukraina), 11 km von der Straße regionaler Bedeutung 38K-040 (Chomutowka – Rylsk – Gluschkowo – Tjotkino – Grenze zur Ukraine), 5,5 km von der Straße 38K-003 (Dmitrijew – Berjosa – Menschikowo – Chomutowka), 4,5 km von der Straße interkommunaler Bedeutung 38N-064 (38K-003 – Malejewka), 2,5 km von der Straße 38N-708 (38K-040 – Pody – Petrowskoje) und 30,5 km von der nächsten Eisenbahnhaltestelle 536 km (Eisenbahnstrecke Nawlja – Lgow-Kijewskij) entfernt.
Der Ort liegt 185 km vom internationalen Flughafen von Belgorod entfernt.